# Epidendrum blepharistes
Epidendrum blepharistes là một loài lan trong chi Epidendrum bản địa Bolivia, Colombia, Costa Rica, Ecuador, Peru, and Venezuela.
Epidendrum blepharistes sinh sống ở nơi có độ cao từ 1–3 km ở Neotropics..

## Hình ảnh

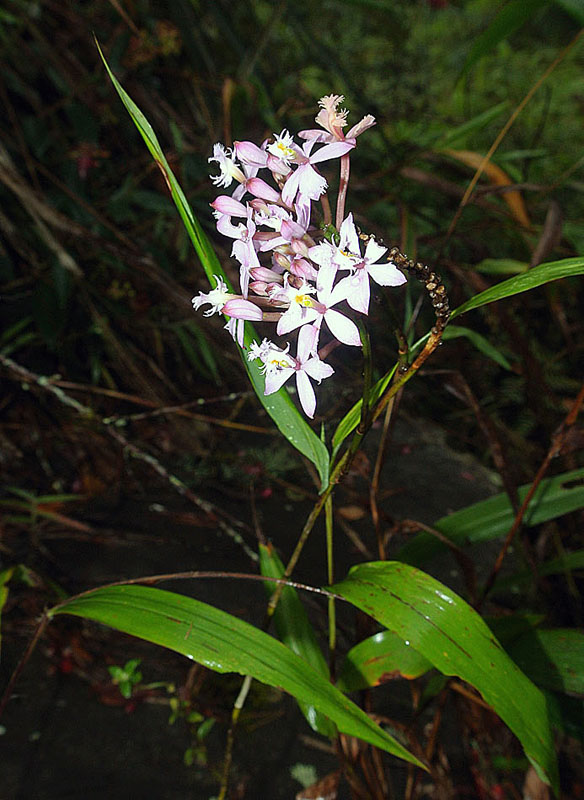
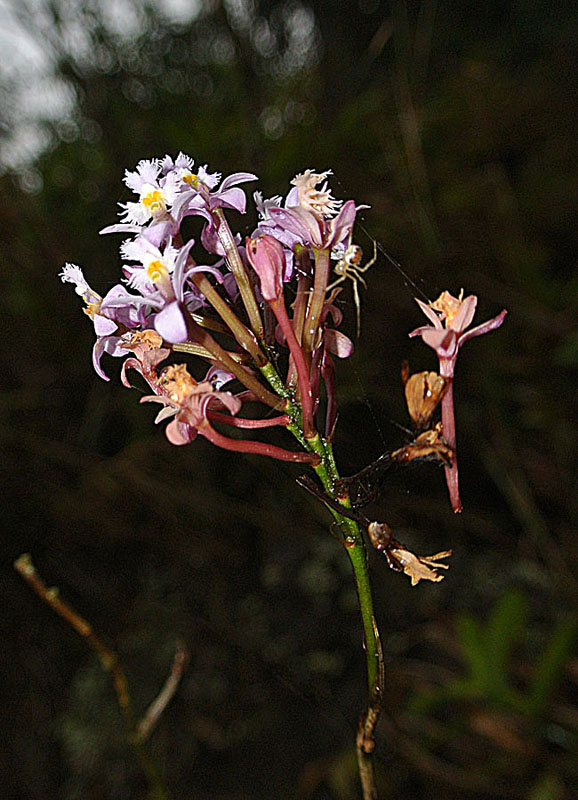